# Kaliploso
Kaliploso is een bestuurslaag in het regentschap Banyuwangi van de provincie Oost-Java, Indonesië. Kaliploso telt 3652 inwoners (volkstelling 2010).